# Flaga Watykanu
Flaga Watykanu – jeden z symboli państwowych Watykanu.

## Historia i symbolika
Żółty i biały zostały uznane za kolory papieskie na początku XIX w. przez papieża Piusa VII. Oficjalnie powstała 7 czerwca 1929 na mocy traktatów laterańskich. Składa się z dwóch pól ułożonych w pionie o równych kształtach i wymiarach. Pole po lewej stronie jest złote (żółte) – kolor jako symbol złota /metalu szlachetnego/ bądź słońca /jako coś boskiego, w niebiosach, symbol bogactwa, mocy i dobra/, prawe pole jest białe (dawniej srebrne); jako symbol czystości i ziemi odnowionej przez Chrystusa. Na białej części widnieją klucze do niebios Św. Piotra (pierwszego papieża); złoty i srebrny. Klucze związane są na dole czerwonym sznurem, na górze „ukoronowane” papieską tiarą. Kolejność kluczy jest taka, jak w herbie państwowym (odwrotna dla wzoru godła Stolicy Apostolskiej).
Flaga Watykanu uznawana jest za flagę Kościoła katolickiego.
Jako wzór obecnej flagi posłużyła bandera handlowa Państwa Kościelnego z 1824 roku.
Konstytucja Watykanu nie definiuje proporcji flagi.
Obecna wersja flagi została przyjęta w 2023 roku, a kolory kluczy i korony widoczne na fladze zostały ujednolicone z kolorami herbu.

Flaga Państwa Kościelnego do 1808
Flaga Państwa Kościelnego 1808–1870
Flaga Watykanu w wersji stosowanej w latach 2001-2023
Flaga „papieska”, bazująca na fladze Watykanu. Wywieszana odświętnie w kościołach